# 개성 (연호)
개성(開成, 836년 ~ 841년 1월)은 당나라(唐) 문종(文宗) 이앙(李昻)의 두번째 연호이자 마지막 연호이다. 5년 동안 사용하였다. 문종 붕어 이후에 무종(武宗)이 즉위하였으며, 문종이 회창(會昌)으로 개원할 때까지 연호를 사용하였다.

## 개원
- 대화(大和) 10년 1월 1일[1](836년 1월 22일)에 연호를 개성(開成)으로 개원함.[2][3][4][5]

- 개성(開成) 6년 1월 9일[6](841년 2월 4일)에 연호를 회창(會昌)으로 개원함.[7][8][9][5][10]

## 연대 대조표
| 개성       | 원년       | 2년        | 3년        | 4년        | 5년        | 6년        |
| 서기(西紀) | 836년      | 837년      | 838년      | 839년      | 840년      | 841년      |
| 간지(干支) | 병진(丙辰) | 정사(丁巳) | 무오(戊午) | 기미(己未) | 경신(庚申) | 신유(辛酉) |

## 동시대 연호

### 한국
발해(渤海)
- 함화(咸和) (831년 ~ 857년)

### 중국
남조(南詔)
- 보화(保和) (824년 ~ 839년)
- 천계(天啓) (840년 ~ 859년)

토번(吐蕃)
- 이태(彝泰) (815년 ~ 838년)

### 일본
- 조와(承和) (834년 ~ 848년)

## 같이 보기
- 중국의 연호 목록